# Kazimierz Dziedzic
Kazimierz Dziedzic (ur. 6 listopada 1926 lub 1925 w Zmiennicy, zm. 10 marca 2016 we Wrocławiu) – profesor Uniwersytetu Wrocławskiego, prof. dr hab.  nauk o Ziemi, specjalista w zakresie sedymentologii, wulkanologii i geologii surowcowej. Prorektor Uniwersytetu Wrocławskiego w latach 1971–1975, wcześniej dyrektor Instytutu Nauk Geologicznych UWr w latach 1969–1971.
Podjął studia geologiczne na Uniwersytecie Wrocławskim i jeszcze w czasie ich trwania, w 1952 został tam zatrudniony. Doktorat zrobił pod kierunkiem profesora Henryka Teisseyre’a w 1958 na podstawie rozprawy „Utwory dolnopermskie w niecce śródsudeckiej”  Habilitację uzyskał w 1965 pisząc rozprawę „Sedymentacja i paleogeografia utworów górnokarbońskich w niecce śródsudeckiej”. Stanowisko profesora nadzwyczajnego objął w 1980 r., a tytuł i stanowisko profesora zwyczajnego w 1985
Pochowany na cmentarzu w Jerzmanowie.